# Ogoezen

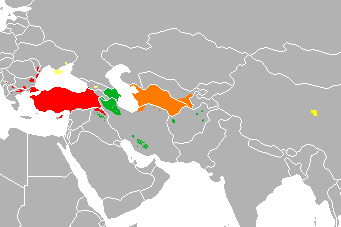
Huidige verspreiding van Ogoez-Turken.

De Ogoezen, ook geschreven als Uzen of Oğuzen, waren een van de grootste Turkse stammen in Centraal-Azië en worden beschouwd als voorvaders van de Turkmenen. De Ogoezen worden al in de derde eeuw voor Christus genoemd in verschillende Chinese en Griekse kronieken. Zij zijn verwant met de Göktürken uit de 6de eeuw na Christus. De Ogoez-Turken zelf noemden zich vanaf de jaren mid 900 na Chr. tot de Eerste Wereldoorlog Türkmen, oftewel Turkmenen.

## Legende
De Ogoez-stam komt ook voor in de Turkse mythen. Zo zou de stam bestaan uit 24 takken, van waaruit de huidige Turkse volkeren zouden afstammen. De Ogoezen zelf zouden afstammen van de legendarische Turkse heerser Oghuz Khagan.

## Vertakkingen
Veel Turkse stammen die naar het westen trokken, kwamen voort uit de Ogoez-stam. De meest bekende hiervan zijn onder andere de Seltsjoeken, Ottomanen en Turkmenen.